# Busia (Uganda)
Busia è un centro abitato dell'Uganda, situato nella Regione orientale.